# HD 20782 b
HD 20782 b — экзопланета в созвездии Печь у звезды HD 20782, которая образует широкую звёздную пару со звездой HD 20782, у которой также обнаружены планеты. Находится приблизительно в 117 св. годах от Солнца.
Планета имеет наибольший из известных на март 2016 года эксцентриситет — 0,97±0,01. Большая полуось — 1,381±0,005 а. е., а перигелий — 0,06 а. е., меньше чем у Меркурия.